# جوونز (اکلاهما)
جوونز(به انگلیسی: Jones) شهری در ایالت اکلاهما کشور ایالات متحده آمریکا است که جمعیت آن در سرشماری سال ۲۰۱۰ میلادی، ۲٬۶۹۲ نفر بوده‌است.